# Liste der Nummer-eins-Hits in den USA (1966)
Dies ist eine Liste der Nummer-eins-Hits in den von Billboard ermittelten Charts in den USA (Hot 100) im Jahr 1966. In diesem Jahr gab es sechsundzwanzig Nummer-eins-Singles und zwölf Nummer-eins-Alben.

## Singles
| ← 1965 ← | Liste der Nummer-eins-Hits in den USA | Liste der Nummer-eins-Hits in den USA | Liste der Nummer-eins-Hits in den USA                                  | 1967 →                    |
| \| Zeitraum \| Wo. ges. \| Interpret \| Titel Autor(en) \| Zusätzliche Informationen \| \| (Zeitraum, Wochen auf Platz eins, Interpret, Titel, Autor[en], zusätzliche Informationen) \| \| \| \| \| \| ----------------------------------------------------------------------------------------- \| -------- \| ------------------------------ \| -------------------------------------------------------------------------- \| ------------------------- \| \| 1. Januar 1966 – 7. Januar 1966 1 Woche (insgesamt 2) \| 2 \| Simon & Garfunkel \| The Sound of Silence[1] Paul Simon \| — \| \| 8. Januar 1966 – 21. Januar 1966 2 Wochen (insgesamt 3) \| 3 \| The Beatles \| We Can Work It Out[2] John Lennon, Paul McCartney \| — \| \| 22. Januar 1966 – 28. Januar 1966 1 Woche (insgesamt 2) \| 2 \| Simon & Garfunkel \| The Sound of Silence Paul Simon \| — \| \| 29. Januar 1966 – 4. Februar 1966 1 Woche (insgesamt 3) \| 3 \| The Beatles \| We Can Work It Out John Lennon, Paul McCartney \| — \| \| 5. Februar 1966 – 18. Februar 1966 2 Wochen (insgesamt 2) \| 2 \| Petula Clark \| My Love[3] Tony Hatch \| — \| \| 19. Februar 1966 – 25. Februar 1966 1 Woche (insgesamt 1) \| 1 \| Lou Christie \| Lightnin’ Strikes[4] Lou Christie, Twyla Herbert \| — \| \| 26. Februar 1966 – 4. März 1966 1 Woche (insgesamt 1) \| 1 \| Nancy Sinatra \| These Boots Are Made for Walkin’[5] Lee Hazlewood \| — \| \| 5. März 1966 – 8. April 1966 5 Wochen (insgesamt 5) \| 5 \| Staff Sergeant Barry Sadler \| The Ballad of the Green Berets[6] Robin Moore, Barry Sadler \| — \| \| 9. April 1966 – 29. April 1966 3 Wochen (insgesamt 3) \| 3 \| The Righteous Brothers \| (You’re My) Soul and Inspiration[7] Barry Mann, Cynthia Weil \| — \| \| 30. April 1966 – 6. Mai 1966 1 Woche (insgesamt 1) \| 1 \| The Young Rascals \| Good Lovin’[8] Rudy Clark, Artie Resnick \| — \| \| 7. Mai 1966 – 27. Mai 1966 3 Wochen (insgesamt 3) \| 3 \| The Mamas & The Papas \| Monday, Monday[9] John Phillips \| — \| \| 28. Mai 1966 – 10. Juni 1966 2 Wochen (insgesamt 2) \| 2 \| Percy Sledge \| When a Man Loves a Woman[10] Andrew Wright, Calvin Lewis \| — \| \| 11. Juni 1966 – 24. Juni 1966 2 Wochen (insgesamt 2) \| 2 \| The Rolling Stones \| Paint It Black[11] Mick Jagger, Keith Richards \| — \| \| 25. Juni 1966 – 1. Juli 1966 1 Woche (insgesamt 2) \| 2 \| The Beatles \| Paperback Writer[12] John Lennon, Paul McCartney \| — \| \| 2. Juli 1966 – 8. Juli 1966 1 Woche (insgesamt 1) \| 1 \| Frank Sinatra \| Strangers in the Night[13] Bert Kaempfert, Charles Singleton, Eddie Snyder \| — \| \| 9. Juli 1966 – 15. Juli 1966 1 Woche (insgesamt 2) \| 2 \| The Beatles \| Paperback Writer John Lennon, Paul McCartney \| — \| \| 16. Juli 1966 – 29. Juli 1966 2 Wochen (insgesamt 2) \| 2 \| Tommy James & the Shondells \| Hanky Panky[14] Jeff Barry, Ellie Greenwich \| — \| \| 30. Juli 1966 – 12. August 1966 2 Wochen (insgesamt 2) \| 2 \| The Troggs \| Wild Thing[15] Chip Taylor \| — \| \| 13. August 1966 – 2. September 1966 3 Wochen (insgesamt 3) \| 3 \| The Lovin’ Spoonful \| Summer in the City[16] John Sebastian, Mark Sebastian, John Boone \| — \| \| 3. September 1966 – 9. September 1966 1 Woche (insgesamt 1) \| 1 \| Donovan \| Sunshine Superman[17] Donovan \| — \| \| 10. September 1966 – 23. September 1966 2 Wochen (insgesamt 2) \| 2 \| The Supremes \| You Can’t Hurry Love[18] Holland–Dozier–Holland \| — \| \| 24. September 1966 – 14. Oktober 1966 3 Wochen (insgesamt 3) \| 3 \| The Association \| Cherish[19] Terry Kirkman \| — \| \| 15. Oktober 1966 – 28. Oktober 1966 2 Wochen (insgesamt 2) \| 2 \| The Four Tops \| Reach Out I’ll Be There[20] Holland–Dozier–Holland \| — \| \| 29. Oktober 1966 – 4. November 1966 1 Woche (insgesamt 1) \| 1 \| Question Mark & the Mysterians \| 96 Tears[21] Rudy Martinez \| — \| \| 5. November 1966 – 11. November 1966 1 Woche (insgesamt 1) \| 1 \| The Monkees \| Last Train to Clarksville[22] Tommy Boyce, Bobby Hart \| — \| \| 12. November 1966 – 18. November 1966 1 Woche (insgesamt 1) \| 1 \| Johnny Rivers \| Poor Side of Town[23] Johnny Rivers, Lou Adler \| — \| \| 19. November 1966 – 2. Dezember 1966 2 Wochen (insgesamt 2) \| 2 \| The Supremes \| You Keep Me Hangin’ On[24] Holland–Dozier–Holland \| — \| \| 3. Dezember 1966 – 9. Dezember 1966 1 Woche (insgesamt 3) \| 3 \| The New Vaudeville Band \| Winchester Cathedral[25] Geoff Stephens \| — \| \| 10. Dezember 1966 – 16. Dezember 1966 1 Woche (insgesamt 1) \| 1 \| The Beach Boys \| Good Vibrations[26] Brian Wilson, Mike Love \| — \| \| 17. Dezember 1966 – 30. Dezember 1966 2 Wochen (insgesamt 3) \| 3 \| The New Vaudeville Band \| Winchester Cathedral Geoff Stephens \| — \| |                                       |                                       |                                                                        |                           |
| ← 1965 |                                       |                                       |                                                                        | → 1967 →                  |
| Zeitraum | Wo. ges.                              | Interpret                             | Titel Autor(en)                                                        | Zusätzliche Informationen |
| (Zeitraum, Wochen auf Platz eins, Interpret, Titel, Autor[en], zusätzliche Informationen) |                                       |                                       |                                                                        |                           |
| 1. Januar 1966 – 7. Januar 1966 1 Woche (insgesamt 2) | 2                                     | Simon & Garfunkel                     | The Sound of Silence Paul Simon                                        | —                         |
| 8. Januar 1966 – 21. Januar 1966 2 Wochen (insgesamt 3) | 3                                     | The Beatles                           | We Can Work It Out John Lennon, Paul McCartney                         | —                         |
| 22. Januar 1966 – 28. Januar 1966 1 Woche (insgesamt 2) | 2                                     | Simon & Garfunkel                     | The Sound of Silence Paul Simon                                        | —                         |
| 29. Januar 1966 – 4. Februar 1966 1 Woche (insgesamt 3) | 3                                     | The Beatles                           | We Can Work It Out John Lennon, Paul McCartney                         | —                         |
| 5. Februar 1966 – 18. Februar 1966 2 Wochen (insgesamt 2) | 2                                     | Petula Clark                          | My Love Tony Hatch                                                     | —                         |
| 19. Februar 1966 – 25. Februar 1966 1 Woche (insgesamt 1) | 1                                     | Lou Christie                          | Lightnin’ Strikes Lou Christie, Twyla Herbert                          | —                         |
| 26. Februar 1966 – 4. März 1966 1 Woche (insgesamt 1) | 1                                     | Nancy Sinatra                         | These Boots Are Made for Walkin’ Lee Hazlewood                         | —                         |
| 5. März 1966 – 8. April 1966 5 Wochen (insgesamt 5) | 5                                     | Staff Sergeant Barry Sadler           | The Ballad of the Green Berets Robin Moore, Barry Sadler               | —                         |
| 9. April 1966 – 29. April 1966 3 Wochen (insgesamt 3) | 3                                     | The Righteous Brothers                | (You’re My) Soul and Inspiration Barry Mann, Cynthia Weil              | —                         |
| 30. April 1966 – 6. Mai 1966 1 Woche (insgesamt 1) | 1                                     | The Young Rascals                     | Good Lovin’ Rudy Clark, Artie Resnick                                  | —                         |
| 7. Mai 1966 – 27. Mai 1966 3 Wochen (insgesamt 3) | 3                                     | The Mamas & The Papas                 | Monday, Monday John Phillips                                           | —                         |
| 28. Mai 1966 – 10. Juni 1966 2 Wochen (insgesamt 2) | 2                                     | Percy Sledge                          | When a Man Loves a Woman Andrew Wright, Calvin Lewis                   | —                         |
| 11. Juni 1966 – 24. Juni 1966 2 Wochen (insgesamt 2) | 2                                     | The Rolling Stones                    | Paint It Black Mick Jagger, Keith Richards                             | —                         |
| 25. Juni 1966 – 1. Juli 1966 1 Woche (insgesamt 2) | 2                                     | The Beatles                           | Paperback Writer John Lennon, Paul McCartney                           | —                         |
| 2. Juli 1966 – 8. Juli 1966 1 Woche (insgesamt 1) | 1                                     | Frank Sinatra                         | Strangers in the Night Bert Kaempfert, Charles Singleton, Eddie Snyder | —                         |
| 9. Juli 1966 – 15. Juli 1966 1 Woche (insgesamt 2) | 2                                     | The Beatles                           | Paperback Writer John Lennon, Paul McCartney                           | —                         |
| 16. Juli 1966 – 29. Juli 1966 2 Wochen (insgesamt 2) | 2                                     | Tommy James & the Shondells           | Hanky Panky Jeff Barry, Ellie Greenwich                                | —                         |
| 30. Juli 1966 – 12. August 1966 2 Wochen (insgesamt 2) | 2                                     | The Troggs                            | Wild Thing Chip Taylor                                                 | —                         |
| 13. August 1966 – 2. September 1966 3 Wochen (insgesamt 3) | 3                                     | The Lovin’ Spoonful                   | Summer in the City John Sebastian, Mark Sebastian, John Boone          | —                         |
| 3. September 1966 – 9. September 1966 1 Woche (insgesamt 1) | 1                                     | Donovan                               | Sunshine Superman Donovan                                              | —                         |
| 10. September 1966 – 23. September 1966 2 Wochen (insgesamt 2) | 2                                     | The Supremes                          | You Can’t Hurry Love Holland–Dozier–Holland                            | —                         |
| 24. September 1966 – 14. Oktober 1966 3 Wochen (insgesamt 3) | 3                                     | The Association                       | Cherish Terry Kirkman                                                  | —                         |
| 15. Oktober 1966 – 28. Oktober 1966 2 Wochen (insgesamt 2) | 2                                     | The Four Tops                         | Reach Out I’ll Be There Holland–Dozier–Holland                         | —                         |
| 29. Oktober 1966 – 4. November 1966 1 Woche (insgesamt 1) | 1                                     | Question Mark & the Mysterians        | 96 Tears Rudy Martinez                                                 | —                         |
| 5. November 1966 – 11. November 1966 1 Woche (insgesamt 1) | 1                                     | The Monkees                           | Last Train to Clarksville Tommy Boyce, Bobby Hart                      | —                         |
| 12. November 1966 – 18. November 1966 1 Woche (insgesamt 1) | 1                                     | Johnny Rivers                         | Poor Side of Town Johnny Rivers, Lou Adler                             | —                         |
| 19. November 1966 – 2. Dezember 1966 2 Wochen (insgesamt 2) | 2                                     | The Supremes                          | You Keep Me Hangin’ On Holland–Dozier–Holland                          | —                         |
| 3. Dezember 1966 – 9. Dezember 1966 1 Woche (insgesamt 3) | 3                                     | The New Vaudeville Band               | Winchester Cathedral Geoff Stephens                                    | —                         |
| 10. Dezember 1966 – 16. Dezember 1966 1 Woche (insgesamt 1) | 1                                     | The Beach Boys                        | Good Vibrations Brian Wilson, Mike Love                                | —                         |
| 17. Dezember 1966 – 30. Dezember 1966 2 Wochen (insgesamt 3) | 3                                     | The New Vaudeville Band               | Winchester Cathedral Geoff Stephens                                    | —                         |

## Alben
| ← 1965 ← | Liste der Nummer-eins-Alben in den USA | Liste der Nummer-eins-Alben in den USA | Liste der Nummer-eins-Alben in den USA | 1967 →                    |
| \| Zeitraum \| Wo. ges. \| Interpret \| Titel \| Zusätzliche Informationen \| \| (Zeitraum, Wochen auf Platz eins, Interpret, Titel, zusätzliche Informationen) \| \| \| \| \| \| ------------------------------------------------------------------------------ \| -------- \| ------------------------------- \| ----------------------------------------- \| ------------------------- \| \| 1. Januar 1966 – 7. Januar 1966 1 Woche (insgesamt 8) \| 8 \| Herb Alpert & The Tijuana Brass \| Whipped Cream & Other Delights[27] \| — \| \| 8. Januar 1966 – 18. Februar 1966 6 Wochen (insgesamt 6) \| 6 \| The Beatles \| Rubber Soul[28] \| — \| \| 19. Februar 1966 – 4. März 1966 2 Wochen (insgesamt 8) \| 8 \| Herb Alpert & The Tijuana Brass \| Whipped Cream & Other Delights \| — \| \| 5. März 1966 – 11. März 1966 1 Woche (insgesamt 6) \| 6 \| Herb Alpert & The Tijuana Brass \| !!Going Places!![29] \| — \| \| 12. März 1966 – 15. April 1966 5 Wochen (insgesamt 5) \| 5 \| Staff Sergeant Barry Sadler \| Ballads of the Green Berets[30] \| — \| \| 16. April 1966 – 20. Mai 1966 5 Wochen (insgesamt 6) \| 6 \| Herb Alpert & The Tijuana Brass \| !!Going Places!! \| — \| \| 21. Mai 1966 – 27. Mai 1966 1 Woche (insgesamt 1) \| 1 \| The Mamas & The Papas \| If You Can Believe Your Eyes and Ears[31] \| — \| \| 28. Mai 1966 – 22. Juli 1966 8 Wochen (insgesamt 9) \| 9 \| Herb Alpert & The Tijuana Brass \| What Now My Love[32] \| — \| \| 23. Juli 1966 – 29. Juli 1966 1 Woche (insgesamt 1) \| 1 \| Frank Sinatra \| Strangers in the Night[33] \| — \| \| 30. Juli 1966 – 2. September 1966 5 Wochen (insgesamt 5) \| 5 \| The Beatles \| Yesterday and Today[34] \| — \| \| 3. September 1966 – 9. September 1966 1 Woche (insgesamt 9) \| 9 \| Herb Alpert & The Tijuana Brass \| What Now My Love \| — \| \| 10. September 1966 – 21. Oktober 1966 6 Wochen (insgesamt 6) \| 6 \| The Beatles \| Revolver[35] \| — \| \| 22. Oktober 1966 – 4. November 1966 2 Wochen (insgesamt 2) \| 2 \| The Supremes \| À Go-Go[36] \| — \| \| 5. November 1966 – 11. November 1966 1 Woche (insgesamt 1) \| 1 \| Original Sound Track \| Doctor Zhivago[37] \| — \| \| 12. November 1966 – 30. Dezember 1966 7 Wochen (insgesamt 7) \| 7 \| The Monkees \| The Monkees[38] \| — \| |                                        |                                        |                                        |                           |
| ← 1965 |                                        |                                        |                                        | → 1967 →                  |
| Zeitraum | Wo. ges.                               | Interpret                              | Titel                                  | Zusätzliche Informationen |
| (Zeitraum, Wochen auf Platz eins, Interpret, Titel, zusätzliche Informationen) |                                        |                                        |                                        |                           |
| 1. Januar 1966 – 7. Januar 1966 1 Woche (insgesamt 8) | 8                                      | Herb Alpert & The Tijuana Brass        | Whipped Cream & Other Delights         | —                         |
| 8. Januar 1966 – 18. Februar 1966 6 Wochen (insgesamt 6) | 6                                      | The Beatles                            | Rubber Soul                            | —                         |
| 19. Februar 1966 – 4. März 1966 2 Wochen (insgesamt 8) | 8                                      | Herb Alpert & The Tijuana Brass        | Whipped Cream & Other Delights         | —                         |
| 5. März 1966 – 11. März 1966 1 Woche (insgesamt 6) | 6                                      | Herb Alpert & The Tijuana Brass        | !!Going Places!!                       | —                         |
| 12. März 1966 – 15. April 1966 5 Wochen (insgesamt 5) | 5                                      | Staff Sergeant Barry Sadler            | Ballads of the Green Berets            | —                         |
| 16. April 1966 – 20. Mai 1966 5 Wochen (insgesamt 6) | 6                                      | Herb Alpert & The Tijuana Brass        | !!Going Places!!                       | —                         |
| 21. Mai 1966 – 27. Mai 1966 1 Woche (insgesamt 1) | 1                                      | The Mamas & The Papas                  | If You Can Believe Your Eyes and Ears  | —                         |
| 28. Mai 1966 – 22. Juli 1966 8 Wochen (insgesamt 9) | 9                                      | Herb Alpert & The Tijuana Brass        | What Now My Love                       | —                         |
| 23. Juli 1966 – 29. Juli 1966 1 Woche (insgesamt 1) | 1                                      | Frank Sinatra                          | Strangers in the Night                 | —                         |
| 30. Juli 1966 – 2. September 1966 5 Wochen (insgesamt 5) | 5                                      | The Beatles                            | Yesterday and Today                    | —                         |
| 3. September 1966 – 9. September 1966 1 Woche (insgesamt 9) | 9                                      | Herb Alpert & The Tijuana Brass        | What Now My Love                       | —                         |
| 10. September 1966 – 21. Oktober 1966 6 Wochen (insgesamt 6) | 6                                      | The Beatles                            | Revolver                               | —                         |
| 22. Oktober 1966 – 4. November 1966 2 Wochen (insgesamt 2) | 2                                      | The Supremes                           | À Go-Go                                | —                         |
| 5. November 1966 – 11. November 1966 1 Woche (insgesamt 1) | 1                                      | Original Sound Track                   | Doctor Zhivago                         | —                         |
| 12. November 1966 – 30. Dezember 1966 7 Wochen (insgesamt 7) | 7                                      | The Monkees                            | The Monkees                            | —                         |